# Körösújfalu
Körösújfalu község Békés vármegye Szeghalmi járásában.

## Fekvése
A település a Berettyó–Körös-vidék középtáj Kis-Sárrét kistáján található. Környezete a Sebes-Körös hordalékkúpjának déli lábánál elterülő, a tengerszint felett 85-95 méterrel fekvő, közel tökéletes ártéri síkság, amely holtmedrekkel és csatornákkal sűrűn be van hálózva. Külterületén feltöltődött ősfolyómedrek és magaspartok váltakoznak. A település közigazgatási területe 25,31 km².
Szomszédai: észak és északkelet felől Komádi, kelet felől Dobaipuszta, délkelet felől Zsadány, dél felől Okány, nyugat felől pedig Vésztő. Légvonalban a hozzá legközelebb fekvő önálló település Újiráz, de a két község közigazgatási területei nem érintkeznek.

### Megközelítése
A település területén kelet-nyugati irányban végighalad a Komádi-Vésztő közti 4222-es út, ezen érhető el mindkét végponti település irányából; főutcája ugyancsak állami közútként számozódik, 42 336-os útszámmal. 
A hazai vasútvonalak közül a Körösnagyharsány–Vésztő–Gyoma-vasútvonal érinti, amelynek megállóhelye is volt itt. Jelenleg azonban a településnek már nincs vasúti kapcsolata, mivel 2009. december 13-ával a vasútvonal e szakaszán, Körösnagyharsány és Vésztő között megszűnt a személyforgalom. Autóbusszal Gyula, Vésztő és Békés felől érhető el.

## Története
A honfoglaláskor a környéken a Borsa nemzetség telepedett le. Jelképük, a hal, ma is látható Körösújfalu címerében. A település határa a 13. század első felében a mai Újirázzal együtt Iráz községhez tartozott, amit a Váradi regestrum 1235-ben és 1241-ben mint Borsa Barnabás, valamit két fia, János és Tamás birtokaként említett. A Borsák összes birtokát azonban a 14. század első felében pártütések miatt a király elkoboztatta, Iráz 1330-ban már a Zsámboki családé volt. 1403-ban Zsigmond király a szeghalmi uradalommal együtt hadvezérének, Maróti János macsói bánnak adta, majd 1433-ban Maróti Anna hozományaként férje, Csáky Ferenc kapta meg. 1465-ben a csökmői és az irázi birtokokat a nagyváradi székesegyháznak ajándékozták, de 1556-ban az országban dúló pártviszályok miatt a káptalant megfosztották birtokaitól, így a birtok  újra a koronáé lett. Egy 1552-es összeírás szerint Iráz 38,5 portával volt köteles adózni.
1566-ban megalakult a Nagyváradi Káptalan és Püspökség, amelyhez a mai Körösújfalu területe közigazgatásilag tartozott. 1598-ban a sikertelen nagyváradi ostromból visszatérő Szaturdsi Mohamed teljesen elpusztították Irázt. A következő évtizedekben a környéken állandó lakosok csak felduzzasztott folyók mocsaraiban, szigetein éltek, Iráz is több ilyen szigetből állt. A törökök kiűzése után Nagyvárad visszaszerezte püspöki birtokait, köztük Irázt is.
1820 körül megkezdődtek a Sebes-Körös szabályozási munkái. Ebben az időben Irázon mindössze 5 katasztrális holdnyi szántóföld volt, amely azonban a vízrendezésnek köszönhetően jelentősen megnövekedett. A munkálatok Iráznál 1880-ban fejeződtek be. A gátba beépítették a korábban elpusztult templom romjait is. A folyószabályozás nem csak a termőterületek növekedését, hanem az egészségügyi helyzet javulását is magával hozta, sőt, 1887-től már a helyi érdekű vasútvonal is érintette Irázt, ezek a körülmények pedig pedig jelentős népességnövekedést és gazdasági fejlődést eredményeztek a térségben.
A 20. század elejére a népességnövekedés ellenére a nagyváradi káptalan intézője által irányított gazdálkodás a munkaerőhiány miatt vált nehézzé. Ennek orvoslására 1908-ban a dékán-kanonok elérte, hogy 100 katolikus polgárt telepítsenek ide, akik családonként 4,5 hold földet kapnak. Így épült fel 1911–1912-ben a mai Körösújfaluval szemben, a folyó jobb partján Újiráz, miközben a bal parton maradt területek Irázpuszta néven különálló káptalant alkottak. Irázpusztán két majorság volt: Nagy-Iráz és Kis-Iráz. A pap Újirázról járt át misézni a kis helyi kápolnába. Miután Trianon következtében Magyarország elvesztette Nagyváradot, Irázpuszta és környéke egyre jobban kénytelen volt elszakadni a korábbi központtól, igaz, amikor a második bécsi döntés jóvoltából a város néhány évre visszatért Magyarországhoz, Irázpuszta is visszakerült a nagyváradi közigazgatás alá. 1945-ben az egyházi birtokokat Irázpusztán is felosztották az emberek között: egy család 3 holdat kapott, plusz gyermekenként még 1-et–1-et. A régi uradalmi cselédlakások felhasználásával új épületek épültek, valamint új tanyák is létrejöttek: néhány hónap alatt Irázpuszta lakossága közel 1300 főre nőtt. 1945 végére posta is létesült a településen. A szovjet kényszerből történő téeszesítés itt sem ment zökkenőmentesen: a parasztok többségét csak erőszakkal tudták belekényszeríteni az új rendszerbe, saját terményüket és jószágukat elvették tőlük, aki pedig rejtegetve védte azt, súlyosan megbüntették.
1950-ben a megyerendezés során megszűnt Bihar vármegye, így Irázpuszta Békés megyéhez került, majd 1955. július 1-től Körösújfalu néven önálló községgé alakult. Ugyanebben az évben kultúrház épült, 1959-ben iskola, 1969-ben pedig óvoda. Az 1960-as években bevezették az áramot, 1985-ben ivóvízközmű épült, majd 1997-ben a víz arzénmentesítése is megtörtént. 1996-tól érhető el a vezetékes gáz, 1997-ben pedig a korábbi 10 telefonvonalból álló hálózatot terjesztették ki.
A tervek szerint 2018-ra egy régi, használaton kívüli sportpályán napelemparkot létesítenek.

## Közélete

### Polgármesterei
| Polgármester | Polgármester   | Polgármester |                                    |
| ------------ | -------------- | ------------ | ---------------------------------- |
| 1990–1994    | Tóth Dezső     | független    |                                    |
| 1994–1995    | Tóth Dezső     | független    |                                    |
| 1995–1998    | Kincses István | független    |                                    |
| 1998–2002    | Kincses István | független    |                                    |
| 2002–2003    | Kincses István | Fidesz       | Hivatalától megfosztva.            |
| 2003–2006    | Kincses István | független    | Időközi választás: 2003. június 7. |
| 2006–2010    | Szabó Csaba    | független    |                                    |
| 2010–2014    | Szabó Csaba    | független    |                                    |
| 2014–2019    | Szabó Csaba    | független    |                                    |
| 2019–2024    | Szabó Csaba    | Fidesz-KDNP  |                                    |
| 2024–        | Szabó Csaba    | Fidesz-KDNP  |                                    |

## Népesség
A település népességének változása:
| Lakosok száma | 485  | 470  | 448  | 377  | 359  | 350  | 335  |
|               | 2013 | 2014 | 2015 | 2021 | 2022 | 2023 | 2024 |

2001-ben a település lakosságának 97%-a magyar, 3%-a cigány nemzetiségűnek vallotta magát.
A 2011-es népszámlálás során a lakosok 85,9%-a magyarnak, 2,9% cigánynak, 0,2% németnek mondta magát (14,1% nem nyilatkozott; a kettős identitások miatt a végösszeg nagyobb lehet 100%-nál). A vallási megoszlás a következő volt: római katolikus 8,4%, református 28,4%, evangélikus 0,4%, felekezeten kívüli 34,9% (27,5% nem nyilatkozott).
2022-ben a lakosság 90,3%-a vallotta magát magyarnak, 3,6% cigánynak, 3,3% németnek, 0,3% románnak, 2,2% egyéb, nem hazai nemzetiségűnek (9,7% nem nyilatkozott; a kettős identitások miatt a végösszeg nagyobb lehet 100%-nál). Vallásuk szerint 22% volt református, 6,4% római katolikus, 0,6% görög katolikus, 0,6% egyéb keresztény, 0,6% egyéb katolikus, 43,2% felekezeten kívüli (26,7% nem válaszolt).

## Nevezetességei
A település fő nevezetességei a Körös-part és a Millenáris park, valamint található itt piactér és játszótér is. A település híres szülötte Vass Balázs. 